# Việt Nam tại Thế vận hội Người khuyết tật Mùa hè 2000
Việt Nam đã tranh tài tại Thế vận hội Người khuyết tật Mùa hè 2000 ở Sydney, Úc. Có hai vận động viên tham dự và không có huy chương.